# Mare Winningham
Pour les articles homonymes, voir Winningham.
Mary Megan Winningham, dite Mare Winningham est une actrice et chanteuse américaine, née le 16 mai 1959 à Phoenix en Arizona.
Elle est membre du Brat Pack.

## Biographie

### Jeunesse et formation
Mary Megan Winningham est née à Phoenix en Arizona, fille de Sam Neal Winningham, chef du département de physique à la California State University de Northridge et de Marilyn Jean Maloney, professeur de littérature,,. Elle grandit à Northridge, un quartier de Los Angeles, avec trois frères et une sœur,.

### Carrière
Mare Winningham débute comme chanteuse, compositrice à la fin des années 1970. À la suite d'une prestation télévisée, elle est repérée par un agent, et entame une carrière d'actrice. Elle enchaîne plusieurs séries télévisées, et surtout, de nombreux téléfilms qui lui valent d'être nommée (et de remporter) plusieurs Primetime Emmy Awards. Elle tient des rôles réguliers dans plusieurs séries télévisées, comme Urgences (ER), Grey's Anatomy, Mildred Pierce, The Affair et tient des rôles récurrents (en interprétant à chaque fois un personnage différent) dans les saisons 3, 4, 5 et 7 de American Horror Story.
Au cinéma, elle est remarquée pour le rôle de Wendy Beamish dans le film St. Elmo's Fire (1985), et est nommée à l'oscar du meilleur second rôle féminin pour sa prestation dans le film Georgia (1995).
Parallèlement à sa carrière d'actrice, elle a continué de travailler comme chanteuse, et a sorti plusieurs albums entre 1992 et 2004. Elle a également interprété plusieurs chansons de bandes originales de productions dans lesquelles elle a joué.

### Vie privée
En 1981, Mare Winningham épouse A Martinez. Ils divorcent moins d'un an après leur mariage. Dans la même année, elle se marie à William Mapel. Ils divorcent en 1996. En 2008, elle se marie à Jason Trucco.
En 2003, elle s'est convertie au judaïsme.

## Discographie
- 1992 : What Might Be
- 1998 : Lonesomers
- 2007 : Refuge Rock Sublime
- 2014 : What's Left Behind

## Filmographie

### Films
- 1980 : One-Trick Pony de Robert Milton Young : Modeena Dandridge
- 1981 : Threshold de Richard Pearce : Carol Severance
- 1985 : St. Elmo's Fire de Joel Schumacher : Wendy Beamish
- 1986 : Nobody's Fool d’Evelyn Purcell : Pat
- 1987 : Le Bayou (Shy People) d’Andrei Konchalovsky : Candy
- 1987 : Bienvenue au Paradis (Made in Heaven) d'Alan Rudolph : Brenda Carlucci
- 1988 : Appel d'urgence (Miracle Mile) de Steve De Jarnatt : Julie Peters
- 1989 : Turner et Hooch (Turner and Hooch) de Roger Spottiswoode : Dr Emily Carson
- 1991 : Le Mari de ma femme (Hard Promises) de Martin Davidson : Dawn
- 1994 : Teresa's Tattoo de Julie Cypher : la chanteuse
- 1994 : Wyatt Earp de Lawrence Kasdan : Mattie Blaylock
- 1994 : À chacun sa guerre (The War) de Jon Avnet : Lois Simmons
- 1995 : Georgia d’Ulu Grosbard : Georgia Flood
- 1997 : Sous pression (Bad Day on the Block) de Craig R. Baxley : Catherine Braverton
- 2003 : The Adventures of Ociee Nash de Kristen McGary : la tante Mamie Nash
- 2004 : Dandelion de Mark Milgard : Layla Mullich
- 2007 : War Eagle, Arkansas de Robert Milazzo : Belle
- 2008 : Swing Vote : La Voix du cœur (Swing Vote) de Joshua Michael Stern : Larissa Johnson
- 2009 : Brothers de Jim Sheridan : Elsie Cahill
- 2012 : Blanche-Neige (Mirror, Mirror) de Tarsem Singh : Baker Margaret
- 2013 : Philomena de Stephen Frears : Mary
- 2017 : Geostorm de Dean Devlin : Dr Cassandra Jennings
- 2017 : O.G. de Madeleine Sackler : Janice
- 2018 : The Seagull de Michael Mayer : Polina
- 2019 : Dark Waters de Todd Haynes : Darlene Kiger
- 2020 : La Mission (News of the World) de Paul Greengrass : Jane

### Court métrage
- 1993 : Sexual Healing de Howard Cushnir : Marta

### Téléfilms
- 1976 : Young Pioneers de Michael O'Herlihy : Nettie Peters (non crédité)
- 1978 : Special Olympics de Lee Phillips : Janice Gallitzin
- 1979 : Steeletown de Robert L. Collins : Aggie Modgelewsky, la fille de Modge
- 1979 : Les Prémonitions de Sheila (The Death of Ocean View Park) de E. W. Swackhamer : Jenny Flowers
- 1980 : Amber Waves de Joseph Sargent : Marlene Burkhardt
- 1980 : Off the Minnesota Strip de Lamont Johnson : Micki Johansen
- 1980 : Une femme libérée (The Women's Room) de Glenn Jordan : Chris
- 1981 : Freedom de Joseph Sargent : Libby Bellow
- 1981 : A Few Days in Weasel Creek de Dick Lowry : Locksley Claitor
- 1982 : Missing Children: A Mother's Story de Dick Lowry : Kate Bradshaw
- 1984 : Helen Keller:The Miracle Continues d’Alan Gibson : Helen Keller
- 1984 : Single Bars, Single Women de Harry Winer : Bootsie
- 1985 : Love Is Never Silent de Joseph Sargent : Margaret Ryder
- 1986 : A Winner Never Quits de Mel Damski : Annie
- 1986 : Qui est Julia ? (Who Is Julia?) de Walter Grauman : Mary Frances Bodine
- 1987 : Au nom de l'amour (Eye on the Sparrow) de John Korty : Ethel Lee
- 1988 : Le Choix tragique (God Bless the Child) de Larry Elikann : Theresa Johnson
- 1990 : Au loin la liberté (En route, les enfants !) (Crossing to Freedom) de Norman Stone : Nicole Rougeron
- 1990 : Love and Lies de Roger Young : Kim Paris
- 1991 : Fatal Exposure d’Alan Metzger : Jamie Hurd
- 1991 : La Force de vaincre (She Stood Alone) de Jack Gold : Prudence Crandall
- 1992 : Those Secrets de David Manson : Faye
- 1993 : Recours en grâce (Better Off Dead de Neema Barnette : Kit Kellner
- 1994 : Belle et innocente (Betrayed by Love de John Power : Dana
- 1995 : Conspiration (Letter to My Killer de Janet Meyers : Judy Parma
- 1996 : The Boys Next Door de John Erman  : Sheila
- 1996 : The Deliverance of Elaine de Elodie Keene : Elaine Hodges
- 1997 : George Wallace de John Frankenheimer : Lurleen Wallace
- 1998 : Miracle à la maison (Everything That Rises) de Dennis Quaid : Kyle Clay
- 1998 : Little Girl Fly Away de Peter Levin : Catherine « Cath » Begley
- 1999 : La Vie secrète d'une milliardaire (Too Rich: The Secret Life of Doris Duke) de John Erman : Chandi Heffner
- 2000 : Sally Hemings: An American Scandal de Charles Haid : Martha « Patsy » Jefferson Randolph
- 2000 : Le Poids du secret (Sharing the Secret) de Katt Shea : Dr Nina Moss
- 2001 : Conclusions hâtives (Snap Decision) d’Alan Metzger : Jennifer Bradley
- 2002 : Bienvenue chez Trudy (Tru Confessions) de Paul Hoen : Ginny
- 2003 : The Maldonado Miracle de Salma Hayek : Maisie
- 2005 : La Magie de l'amour (The Magic of Ordinary Days) de Brent Shields : Martha

### Séries télévisées
- 1977 : James at 15 : Wanda (saison 1, épisode 3 : The Girl with the Bad Rep
- 1978 : Sergent Anderson (Police Woman) : Wanda (saison 4, épisode 18 : Battered Teachers
- 1978 : The Young Pioneers : Nettie Peters (3 épisodes)
- 1979 : Starsky et Hutch (Starsky and Hutch) : Joey Carston (saison 4, épisode 16 : 90 livres de problèmes (Ninety Pounds of Trouble))
- 1979 : Studs Lonigan : Helen Shyers (saison 1, épisode 1)
- 1979 : Family : Merilee Kalisher (saison 4, épisode 16 : The Competition)
- 1983 : Les oiseaux se cachent pour mourir (The Thorn Birds) : Justine O'Neill (2 épisodes)
- 1985 : ABC Afterschool Special : Beth (saison 13, épisode 7 : One Too Many)
- 1986 : La Cinquième dimension (The Twilight Zone) : Norma Lewis (saison 1, épisode 20 : Button, Button)
- 1992 : Les Visiteurs de l'au-delà (Intuders) : Mary Wilkes (2 épisodes)
- 1997-1998 : Dingue de toi (Mad About You) : Sarah McCain (2 épisodes)
- 1998-1999 : Urgences (ER) : Dr Amanda Lee (4 épisodes)
- 2001 : Les Nuits de l'étrange (Night Visions) : Kate Morris (saison 1, épisode 9 : Still Life)
- 2001 : Six Feet Under : Eileen Piper (saison 2, épisode 3 : The Plan)
- 2002 : Les Anges du bonheur (Touched by an Angel) : Dr Maggie de Santo (saison 8, épisode 19 : The Bells of St. Peter's)
- 2003 : New York, unité spéciale (Law & Order: Special Victims Unit) : Sandra Blaine (saison 5, épisode 2)
- 2003 : The Brotherhood of Poland, New Hampshire : Dottie Shaw (7 épisodes)
- 2004-2005 : Clubhouse : Lynne Young (11 épisodes)
- 2006-2007 : Grey's Anatomy : Susan Grey (6 épisodes)
- 2007 : Boston Justice (Boston Legal) : Patrice Kelly (2 épisodes)
- 2009 : Les Experts : Manhattan (CSI: NY) : Katherine Donovan (saison 5, épisode 23 : Greater Good)
- 2010 : Cold Case (Close Case) : Céleste Cooper, en 2010 (saison 7, épisode 11 : The Good Soldier)
- 2010 : 24 heures chrono (24) : Elaine Al-Zacar (2 épisodes)
- 2010 : Esprits criminels (Criminal Minds) : Nancy Riverton (saison 6, épisode 5 : Safe Haven)
- 2011 : Mildred Pierce : Ida Corwin (5 épisodes)
- 2011 : Torchwood : Ellis Hartley Monroe (3 épisodes)
- 2012 : Hatfields and McCoys : Sally McCoy (3 épisodes)
- 2013 : Hawaii 5-0 (Hawaii Five-0) : Terry Beckett (saison 3, épisode 22 : Ho'opio)
- 2013 : Under the Dome : Agatha Seagrave (2 épisodes)
- 2013 : American Horror Story: Coven : Alicia Spencer (saison 3, épisode 3 : The Replacements)
- 2014 : American Horror Story: Freak Show : Rita Gayheart (saison 4, épisode 10 : Orphans)
- 2014-2018 : The Affair : Cherry Lockhart (14 épisodes)
- 2015-2016 : American Horror Story: Hotel : Hazel Evers (11 épisodes)
- 2017 : American Horror Story: Cult : Sally Keffler (saison 7, épisode 6 : Mid-Western Assassin)
- 2020 : The Outsider : Jeannie Anderson
- 2021 : Dopesick : Diane Mallum

## Distinctions

### Récompenses
- Film Independent's Spirit Awards 1996 : Meilleure actrice pour Georgia[6]

- Primetime Emmy Awards :
  - Cérémonie des Primetime Emmy Awards 1980 : Meilleure actrice dans un second rôle dans une mini-série ou un téléfilm pour Amber Waves[7]
  - Cérémonie des Primetime Emmy Awards 1998 : Meilleure actrice dans un second rôle dans une mini-série ou un téléfilm pour George Wallace[8]

### Nominations
- Académie canadienne du cinéma et de la télévision 1983 : Prix Génie de la meilleure actrice étrangère pour Threshold

- AMPAS 1996 : Oscar de la meilleure actrice dans un second rôle pour Georgia[9]

- Film Independent's Spirit Awards 1990 : Meilleure actrice pour Appel d'urgence[10]

- Golden Globes 1998 : Meilleure actrice dans un second rôle dans une série, une mini-série ou un téléfilm pour George Wallace[11]

- Primetime Emmy Awards :
  - Cérémonie des Primetime Emmy Awards 1986 : Meilleure actrice dans une mini-série ou un téléfilm pour Love Is Never Silent[12]
  - Cérémonie des Primetime Emmy Awards 1996 : Meilleure actrice dans un second rôle dans une mini-série ou un téléfilm pour The Boys Next Door[6]
  - Cérémonie des Primetime Emmy Awards 2004 : Meilleure actrice invitée dans une série télévisée dramatique pour New York, unité spéciale[13]
  - Cérémonie des Primetime Emmy Awards 2011 : Meilleure actrice dans un second rôle dans une mini-série ou un téléfilm pour Mildred Pierce[14]
  - Cérémonie des Primetime Emmy Awards 2012 : Meilleure actrice dans un second rôle dans une mini-série ou un téléfilm pour Hatfields and McCoys[15]

- Satellite Awards :
  - Cérémonie des Satellite Awards 1998 : Meilleure actrice dans un second rôle dans une série télévisée pour George Wallace[16]
  - Cérémonie des Satellite Awards 2012 : Meilleure actrice dans un second rôle dans une série télévisée pour Hatfields and McCoys[17]

- Screen Actors Guild Awards
  - Screen Actors Guild Awards 1996 : Meilleure actrice dans un second rôle pour Georgia[18]
  - Cérémonie des Screen Actors Guild Awards 1998 : Meilleure actrice dans une mini-série ou un téléfilm pour George Wallace[19]